# ラオウ
ラオウは、武論尊・原哲夫の漫画『北斗の拳』に登場する架空の人物。

## 概要
世紀末覇者拳王を名乗り、拳王軍を率いて、核戦争後の荒廃した世界を恐怖と暴力で制圧した暴君。
北斗神拳四兄弟の長兄にしてトキ、サヤカの実兄、ジャギ、ケンシロウの義兄であり、カイオウの実弟。忘れ形見に、リュウがいる。愛馬は黒王号。
戦いの際は、相手が雑魚ならば何人だろうと黒王の上からまとめて吹き飛ばす（同時に黒王も雑魚を蹴り飛ばし、踏み潰し、吹き飛ばしている）。また、レイやヒューイ、シュレンなど、かなりの実力を持った者と戦う時ですら黒王の上からは降りずにそのまま相手をする。後半（=テレビアニメ版基調では第4部最終章）のケンシロウやトキ、コウリュウ、フドウ、心と力が甦ったジュウザ、シン（1986年の劇場版）など、自分が認めた強者が相手の時のみ黒王から降りる。
カサンドラで数多の他流派拳法の伝承者・達人たちより数々の奥義を奪い、敵対者となる人間を潰している。

原作者の武論尊は、名前は修羅の王様という意味で付けたと語る。また、インスピレーションで「羅王」からとったと語っている。

## 技
「剛の拳」の使い手であり、巨体と怪力を活かした肉弾戦、北斗剛掌波や天将奔烈などの闘気を放出する技を得意とする。北斗神拳は本来、経絡秘孔を突き体内からの破壊を得意とする拳法であるが、ラオウはその膂力だけでも圧倒的な破壊力を誇り、身に纏う闘気は南斗水鳥拳のレイを怯ませ、南斗究極奥義 断己相殺拳の使用を余儀なくさせるほど強烈なものである。しかし師父リュウケンが語っているように、暗殺者としての資質に乏しく、実力ではケンシロウを上回りながらも伝承者にはなれなかった。また、カサンドラに捕らえた多数の拳法家から崇山通臂拳をはじめとして、その拳法の秘伝や奥義書を得ることで北斗神拳以外の様々な流派の技術を己が技として会得しており、アニメではケンシロウとの初戦で羅漢仁王拳の風殺金剛拳や南斗聖拳の奥義（ユダの伝衝裂波に類似）を使用している。上記の通り単純ながらも常人離れした怪力と闘気だけで戦い、ケンシロウやジャギのように武器や爆薬を使って戦うことはない。代わりに彼の愛馬である黒王の戦闘力は高く、ラオウと2人合わせて数百人の聖帝軍や悪党などを皆殺しにしている。

## 外見・身体的特徴など
身長210cm、体重145kg、バスト160cm、ウエスト115cm、ヒップ130cm、首周り65cm。身長は公式設定（週刊少年ジャンプ特別編集『北斗の拳 SPECIAL』の「拳聖烈伝」から）だが、劇中では演出の都合などにより3 - 4mほどまで巨大化していることがしばしば。
原作では銀髪だが、テレビアニメでは黒髪。パチスロやフィギュアなどでは金髪である。トレードマークは耳の部分から猛牛のように前へ突き出た鋭い角付き兜と巨大なマント。額には無数のしわがある。また、テレビアニメの成人期は眉毛が描かれないことがある。
作画担当の原哲夫によるとモデルはフランク・フラゼッタの絵で、それにルトガー・ハウアーの目を合わせてラオウが誕生した。また、ラオウを考えるときに参考にしたのは『ブレードランナー』でロイ・バッティを演じていたときのルトガー・ハウアーだという。
なお、テレビアニメ版での衣装は以下のとおりに描写されている。
- 初登場時（第2部風雲龍虎編）…両肩に金色の肩当で黒のタンクトップ。さらにその上にマントを羽織っており兜は複数の棘が出ているものを着用（全て金色）。なお1986年の劇場版ではデザインは同じであるが棘の部分が銀色となっている。
- 再登場後（第3部乱世覇道編 - 最終決戦(北斗錬気闘座)以外）…兜以外の変更点は特に無く、兜のみデザインが変更されている。
- 最終決戦（北斗錬気闘座）時…両肩に黒色の肩当で、上下共に黒に近い赤い衣装となっており、従来とは明らかに異なる衣装デザインとなっている。

## 人物
その生い立ちや北斗神拳継承者候補となった経緯については、作中で矛盾する描写がいくつかある。しかしいずれにせよ、幼少期に両親を失い、その理不尽な経験から己の意に沿わないものは力をもってねじ伏せる、という思考を持つようになった。「ラオウとトキの2人の内、養子に迎えるのはどちらか一人」とトキと共にリュウケンに崖から落とされるが、気絶したトキを抱えて片手で崖をよじ登ってみせたエピソードなどは彼の気質をよく表している。
しかし、無抵抗を条件に助命を求めてきた村の長を「意志を放棄した人生に意味は無い」としてあっさりと殺害（アニメ版では生存）している。自身に想いを寄せるあまり自害して果てたトウに対しても「自分が欲しければ、殺してでも手に入れれば良い」と言ってのけた。
幼少期の修行時代にもこうした面はあり、稽古で打ち倒したトキが涙を流すのを見て「泣くな！涙など流してはならぬ」と言い放っている。またケンシロウに対しては、彼がまだ幼いため修行はおろか道場に入ることも許されていなかった頃、リュウケンに無断でリンチ同然の組手を行い、それを咎めたリュウケンに「才なき者がいずれここから追放されるなら、それを早く分からせるのがこいつのため」と謝ることなく堂々と言い切った。
しかし、自ら片足を切断して差し出したファルコの願いを聞き入れて軍を転進させるなど、強い意志を持った人間に対しては敬意を払い受け入れる器量も持っている。また、バランに目をかけたりシャチを可愛がったりするなど、意志が強く見所のある少年にも好意を示している。
一方では慎重な部分もあり、後述するレイを含め戦う相手に「死兆星を見たか」と問い、「見た」という相手としか戦わなかった。そのレイとの戦いでは、部下がレイに倒される様子を観察することで動きを見切って完勝し、サウザーに対してはケンシロウとの戦いを観察して経絡秘孔の効果が現れない彼の秘密を見極めようとしていた。
その拳を封じようとしたリュウケンが病の発作に倒れ、ただ一人恐れた拳の持ち主トキも病に冒され、天下統治の妨げとなっていたサウザーをケンシロウが倒してしまうなど、その覇道は運に恵まれていた面もある。それを当人もどこかで自覚しつつ、天を目指す自分に神は運を与え、戦いたがっていると強固な自負に変えていた。
だが、無想転生を身につけたケンシロウや、その後のフドウとの対戦などで、運や情けによって命を拾った場面では、それを屈辱として怒り狂うこともあった。
また登場初期には、「命を助ける」と約束した拳法家とその家族を詭弁を弄して獄中死させる、病身のトキ相手に失血による体力勝負に出る、信念に殉じようとするトキに「汚れたヤセ犬の死と同じ」と言い放って嘲笑うなど、卑劣な描写が目立った。
後にケンシロウ、ヒョウと同じく「北斗宗家」の血統（オウカ、リュウオウを祖先とする傍流）であったことが明かされる。ケンシロウは修行時代のラオウを「失われた北斗の男」と評したほか、三度に渡り死闘を繰り広げたことで「あなた（ラオウ）が最大の強敵（とも）だった」と評した。また、リハクはラオウが無想転生を体得したことで「北斗神拳伝承者」の資格があったと認め、ケンシロウと合わせて「天は2人の伝承者を生んでしまった」と評した。

## 伝承者争いに敗れ、拳王へ
虎にさえ死を恐怖させてしまう剛の拳が故に、相手に死を覚悟させるケンシロウより、暗殺拳である北斗神拳の伝承者としての資質に劣るとリュウケンにみなされた。
北斗神拳伝承者争いでケンシロウに敗れると、その拳を封じようとしたリュウケンを惨殺し「世紀末覇者 拳王」を名乗る。配下には、北斗の義弟ジャギ、新秘孔究明に力を注ぐアミバ、カサンドラ獄長ウイグルなど、力に惹かれた態の悪いごろつきが多く集まり、ラオウの軍団はまさに恐怖そのものであった。文字通り恐怖で統治された軍団なのでラオウを恐れるあまり迎合している集団であるが、ラオウの目の届く範囲では一定の秩序が保たれており、中にはリュウガのような良将も若干ではあるが存在している。
その支配形成の一つにカサンドラという収容施設を造らせ、反逆者の収容や、他流の拳法の達人から奥義を奪って幽閉し、どんな小さな禍根も断つというものがある。
その反面、ラオウの人柄や理想に惹かれたザクや赤鯱、バルガやリセキのような武将や側近といった者も少なからずおり、また幼少期のシャチやバランはラオウの力を見て、その強さに心を動かされている。とりわけバランに至っては、ラオウの許可を得てラオウの北斗神拳を盗み、独力で北斗神拳を体得した。
ラオウという存在は拳王軍の将兵において恐怖であり、ごろつきの類ですらラオウの目の前で命令に逆らって逃亡する者は事実上皆無であった（マミヤの村でケンシロウと引き分けに終わったのを、相打ちになって死んだと早合点した配下が「拳王の伝説が終わった」と逃げ出した一件を除く）。拳王軍の支配地域においてもラオウを頂点に治安は安定しており、メディスンシティーやアビダの村が無法地帯と化したのはいずれもラオウがケンシロウとの戦いで負傷し、療養のために姿を隠してからであった。なお、アニメ版ではプーガルやモーガンの村が、アビダの村と似た状況になっている。
伝承者争いに敗れ出奔する際、ケンシロウとの別れ際に自身の実兄カイオウの存在を明かし、ケンシロウとの戦いを予見して、もし自分が倒れたらカイオウに自分の兄への想いを伝えるように頼んでいた。また同時に「もし兄が歪んでいたならその手で殺せ」と言い残している。

## ケンシロウとの対決
第1部終盤では愛ゆえの哀しみ、強敵たちとの戦いゆえの哀しみを背負い、北斗神拳究極奥義 無想転生を体得したケンシロウに対し、何者にも、神すらも恐れず力で全てをねじ伏せてきたラオウが初めて恐怖を覚え、それを克服せんと苦悩していた。
最終的に自分を恐怖させたものは「愛」との結論に至り、自らが愛するユリアを手にかけ、自身も哀しみを背負って無想転生を体得。恐怖を乗り越え、万全の態勢でケンシロウを北斗練気闘座へ導き、最終決戦に臨む。
決戦では互いに無想転生を纏った空前の大激闘が繰り広げられた。しかし、愛と悲しみを認めたことで究極奥義を体得したとはいえ、自分の信念を砕かれたラオウは、精彩を欠くようになり、ケンシロウの拳の前に膝をついた。自分を倒したケンシロウを「弟」として褒め称え、ケンシロウもラオウを「兄さん」と呼んだ。その時、殺されたはずのユリアが目覚める。驚愕するケンシロウとユリアに、ラオウは不治の病に冒されているユリアの秘孔を突き、あと数ヶ月だったユリアの命を数年にまで延ばしたことを告げ、ユリアの残る余生は2人で静かに幸せに暮らせと声をかけ、最期は自らの秘孔を突き、その間際に己が生涯を省みて「わが生涯に一片の悔いなし!!」と総括し体内の全エネルギーを天に放出して立ったまま大往生を遂げる。
亡骸はトキが生前望んでいたように彼の墓の隣に葬られた。

## ラオウ亡き後の影響
ラオウがケンシロウとの最終決戦に挑む直前、哀しみを背負おうと最愛のユリアを涙しながら手にかけるさまは、拳王軍の面々に大きな衝撃を与えた。実際にはユリアの延命のために秘孔を突いて仮死状態としただけであったものの、傍目にはあたかもラオウがユリアを殺したようにしか見えなかったため、ユリアの慈愛に心を打たれていた拳王軍の兵たちはその無惨さから、まだラオウが生存しているにもかかわらず次々と武器を捨て、愛する家族のもとへと帰っていった。
一方では、コウケツやジンバなど拳王軍の中でも良心や慈愛とは無縁の輩は暴君や野盗などに身を落としている。
ラオウが信を置いていた赤鯱やバルガは、それぞれ独自の勢力を興すも、赤鯱は修羅の国へ新天地を求めて攻め込んだが果たせず、バルガは時代の流れを読めずに没落してコウケツの農奴へと転落した。
ラオウの死と拳王軍の解体は権力の空白を生み、これに乗じる形で天帝ルイを元首とする帝国と、その軍隊である天帝軍が誕生する。その元凶である総督ジャコウには、かつて天帝の村にラオウが侵攻した際にその本性を見抜かれ、ラオウがファルコに殺せと言ったがゆえにあわや殺されるところだったという因縁がある。その因縁はジャコウがファルコに倒された後も、ジャコウの息子ジャスクがリンを人質にして北斗・元斗抹殺（ラオウとファルコへの復讐）を図る形で続いた。
また、かつてラオウと決別した実兄カイオウは、密かにラオウを修羅の国の救世主に仕立て上げた「ラオウ伝説」を広め、ラオウを慕う民衆はラオウ到来を知って狂喜し、体制に対して一斉蜂起に出るも、実際に修羅の国にやってきたのがケンシロウだということを知った途端に戦意を喪失して崩壊し、鎮圧に来た修羅たちによって大勢が虐殺された。なお、カイオウや一部の修羅はラオウが死亡したことを知っていた。
加えて、幼い頃にカイオウが受けた仕打ちを知っていたラオウは、もし自分がケンシロウとの戦いで倒れた場合は、「自分は誰よりも兄の哀しみを知り、尊敬していた」と伝えるよう、ケンシロウに言い残していた。
また母親は不明だが、ラオウにはリュウという実子がおり、修羅の国から戻ってきたケンシロウは、北斗神拳の真髄とラオウの生きざまを説いた後、拳王時代の最も信頼できるラオウの忠臣バルガにリュウを預けた。

## ラオウ昇魂式
ラオウの死を描いたアニメ映画『真救世主伝説 北斗の拳 ラオウ伝 激闘の章』の公開10日前の2007年4月18日、東京・高輪にある真言宗の高野山東京別院で「ラオウ昇魂式」が行われた。遺族代表として武論尊、原哲夫らが参列し、葬儀委員長は谷村新司が務めた。また映画でラオウの声を担当した宇梶剛士が弔辞を読み、声優として参加した角田信朗がラオウに捧げる演舞を披露した。これに伴い、ラオウは正式に故人となった。
漫画のキャラクターの葬儀が本物の寺院（宗教施設）で営まれるのは初めてのことである。ラオウを供養するためとして日本中から多くのファンが集まり、日本国外のファンも訪れたほどであった。
一方で批判的意見も少なからずあり、雑誌『PCangel』内のライターによるコーナーでこの件に対し「ラオウは最期に『天へ帰るに人の手は借りぬ』と言っているのに葬儀を行う（本人以外の人間が葬る）のはおかしい」、「ただの映画の宣伝に過ぎない」との記述があった。

## 声の出演
青年期
内海賢二
- テレビアニメ『北斗の拳』
- 劇場版『北斗の拳』
- 『北斗の拳 激打』シリーズ（『激打2』以降）
- 『パンチマニア 北斗の拳』シリーズ
- 『北斗の拳 世紀末救世主伝説』
- パチスロ（『北斗の拳』 - 『パチスロ北斗の拳 転生の章』）
- パチンコ（『CR北斗の拳』 - 『ぱちんこCR北斗の拳5 覇者』）
- 『北斗の拳 (対戦型格闘ゲーム)』
- 『北斗の拳 北斗神拳伝承者の道』

若本紀昭
- テレビアニメ『北斗の拳』第32話（クレジットは「男」）

宇梶剛士
- 『真救世主伝説 北斗の拳』シリーズ
- アニメ『北斗の拳 ラオウ外伝 天の覇王』

小山力也
- ゲーム『北斗の拳 ラオウ外伝 天の覇王』

玄田哲章
- お台場冒険王2006内アトラクション『北斗ミュージアム「北斗の拳英雄伝 〜台場の章〜」』
- 『着信御礼!ケータイ大喜利』
- 『ジェイスターズ ビクトリーバーサス』
- パチンコ（『ぱちんこCR北斗の拳6 拳王』以降）
- パチスロ（『パチスロ北斗の拳 強敵』以降）
- 『北斗の拳 スマートショック』
- 『北斗の拳 LEGENDS ReVIVE』
- その他各種外部出演など

立木文彦
- 『北斗無双』シリーズ

武虎
- 『DD北斗之拳』

一条和矢
- 『DD北斗の拳』シリーズ

松山鷹志
- 『北斗の拳 イチゴ味』

岩崎征実
- 『北斗が如く』

少年期
難波圭一
- テレビアニメ『北斗の拳』第71 - 72、99、107話

飛田展男
- テレビアニメ『北斗の拳』第133、148話

渋谷茂
- 『真救世主伝説 北斗の拳 ラオウ伝 殉愛の章』

河本邦弘
- 『真救世主伝説 北斗の拳』シリーズ（『ユリア伝』以降）

近藤孝行
- アニメ『北斗の拳 ラオウ外伝 天の覇王』

宮崎寛務
- 『真・北斗無双』

## その他
- 2005年には、パチスロ北斗の拳を製造販売するサミー株式会社と日清ラ王の製造販売元である日清食品による共同コラボレーション企画によりオリジナルの「日清ラ王」-カップ入り生タイプめん1.「日清ラ王 パチスロ北斗の拳ラオウ 黒麻油豚骨」」が発売された[6]。同製品は、のちにサミーとのコラボを外れたのちセブンイレブンなどでも販売された[7]。
- 稀勢の里が土俵入りする際の化粧まわしにラオウが描かれている[8][9][10]。
  - また、稀勢の里は2019年に自身の引退会見でラオウの最期の言葉を引用し「我が相撲人生に一片の悔いもございません」と語った[11]。
- 『北斗の拳』の連載35周年を記念して行われた人気投票「北斗の拳 国民総選挙」では、第1位にランクインした。
- プロ野球・オリックス・バファローズの杉本裕太郎は『北斗の拳』およびラオウのファンで、ラオウの最期の言葉である「我が生涯に一片の悔いなし!!」を座右の銘に挙げており、グラブなどに刺繍を入れている。自身の愛称も「ラオウ」であり、将来的に登録名とすることも考えていた。2021年9月18日 - 9月21日の「Bsオリっこデー2021」で選手自身がニックネームを決めて背ネームに表記する企画では、「RAOH」表記を使用した（2022年以降も継続）。2021年から本塁打を打った後のベンチ前で、ラオウの最期のように右拳を突き上げる「昇天ポーズ」を行っている[12]。また、2021年11月10日には杉本が所属するオリックスの優勝記念として同球団とケンシロウ、杉本とラオウのコラボグッズが発売された[13]。